# 墨脱荚蒾
墨脱荚蒾（学名：Viburnum burmanicum var. motoense）为忍冬科荚蒾属下的一个变种。